# Syslinux
El proyecto SYSLINUX abarca un conjunto de gestores de arranque ligeros, para arrancar ordenadores en el sistema operativo Linux. Es obra de H. Peter Anvin y está formado por varios sistemas distintos.

## Lista
- El SYSLINUX original, usado para arrancar desde sistemas de archivos FAT (normalmente discos flexibles o memorias USB).
- ISOLINUX, usado para arrancar desde sistemas de archivos ISO 9660 CD-ROM.
- PXELINUX, usado para arrancar desde un servidor de red con el sistema Entorno de ejecución de Pre-arranque (PXE).
- EXTLINUX, usado para arrancar desde los sistemas de archivos de Linux ext2, ext3, ext4 o btrfs.
- MEMDISK, usado para arrancar sistemas operativos más antiguos como MS-DOS desde memoria.
- Dos sistemas de menús separados.
- Un entorno de desarrollo para módulos adicionales.

## Uso

### SYSLINUX e ISOLINUX
SYSLINUX no se usa normalmente para arrancar instalaciones de Linux completas ya que Linux no suele instalarse en sistemas de archivos FAT. En cambio, se utiliza con frecuencia para discos flexibles de arranque o de rescate, LiveUSBs, u otros sistemas de arranque ligeros. ISOLINUX se utiliza generalmente para LiveCDs de Linux o CD de arranque instalables.
Una complicación menor aparece en el arranque desde CD-ROM. El Torito (CD-ROM Standard) permite arrancar en dos modos diferentes;
- modo de emulación floppy, donde la información del arranque es almacenada en un archivo de imagen de un disco flexible, que es cargado desde el CD, para luego comportarse como un disco virtual flexible. Este archivo de imagen es efectivamente un sistema de archivos FAT, por lo que SYSLINUX es el cargador de arranque necesario.
- modo sin emulación, donde la información de arranque es almacenada directamente en el CD. En este modo se necesita ISOLINUX.

Sin embargo, tener la posibilidad de elegir es útil en ocasiones ya que ISOLINUX es vulnerable a errores de la BIOS, caso en el que es práctico poder arrancar utilizando SYSLINUX. Esto afecta sobre todo a ordenadores construidos aproximadamente antes de 1999, y, de hecho, para ordenadores modernos el modo sin emulación es generalmente el método más fiable.

### PXELINUX
PXELINUX se utiliza en conjunción con una imagen adecuada para PXE en una tarjeta de red. El entorno PXE utiliza DHCP o BOOTP para habilitar una conexión TCP/IP básica, y luego descarga un programa de arranque por TFTP. Este programa de arranque carga y configura el kernel de acuerdo a directivas que son obtenidas también desde el servidor TFTP.
Típicamente, PXELINUX se usa para instalaciones de Linux desde un servidor de red central o para arrancar estaciones de trabajo sin disco.

### EXTLINUX
EXTLINUX es usado normalmente como un cargador de arranque de propósito general, de forma similar a LILO o GRUB.